# レット・ミー・エンターテイン・ユー
「レット・ミー・エンターテイン・ユー」(Let Me Entertain You)は、ロビー・ウィリアムズの楽曲。

## 概要
- 本曲は1枚目のスタジオ・アルバム『ライフ・スルー・ア・レンズ』からの5枚目のシングルとして発売された。ライヴでは定番の1曲になっており、ライヴの1曲目に演奏されることが多い[2]。
- ローリング・ストーンズの映画『ロックンロール・サーカス』から影響を受けている[2]。
- ミュージック・ビデオの監督はヴォーン・アーネル（英語版）が務めた。ビデオの中でウィリアムズとそのバンドはキッスをオマージュしたメイクと衣装で登場している。
- 「I Wouldn't Normally Do This Kind of Thing」はペット・ショップ・ボーイズの楽曲のカバー。

## 収録曲
CDシングル
1. Let Me Entertain You - 4:24
2. The Full Monty Medley featuring Tom Jones - 5:28
3. I Wouldn't Normally Do This Kind of Thing - 3:07
4. I Am the Res-Erection - 3:48